# Innocenzo Leonelli
Innocenzo Leonelli ( il Venerabile ) (1592-abril 1625), llamado "El ermitaño de Maddalena", fue un soldado cuya feroz religiosidad lo llevó a jurar luchar solo contra los enemigos de la fe católica . Era el hijo de una "familia rica y semi-noble". Su padre, Giulio Leonelli, fue un abogado muy respetado y una vez gobernador de Turín . [3] Sus hermanos fueron Mutatesia Leonelli, quien fue nombrado Tesorero de las Cámaras Pontificias por el Papa Urbano VIII, [4] y el misionero Carmelita Descalzo Ignacio de Jesús.
Primero luchó en Lombardía [4] y más tarde, en 1617, sirvió a su fe luchando contra los protestantes [bajo romano 1] en Bohemia y Hungría . [lower-roman 2] [5] En 1620 [4] o 1622, [5] después de regresar de sus campañas, dio su riqueza a los pobres y renunció a su nombre; buscando la paz, se enclaustró en la ermita de Santa María Magdalena en Brescia, tomando el nombre de Tiburzio Lazzari. Pasó su tiempo con los enfermos e indigentes, brindándoles conversación y consuelo, [5] y abandonó la ermita solo para ir a pedir limosna . [3] 
La vida de un ermitaño minó su salud y cayó gravemente enfermo. Los ricos de Brescia le ofrecieron socorro en sus palacios, pero él los rechazó. Más bien, pidió que lo llevaran a un hospital para morir entre las mismas personas a las que había atendido previamente. Después de su muerte en abril de 1625, [5] los fieles lo consideraron tan santo que el obispo de Brescia tuvo que proteger su cuerpo de aquellos que lo querían para las reliquias. tarde, el obispo convocó a un juicio para examinar su vida y sus obras, [6] y, a partir de entonces, a Leonelli se la llamó il Venerabile . [5] 
Dos años después de su muerte, los regentes del hospital lo volvieron a enterrar en una tumba de mármol fino. La tumba fue reubicada en 1733 como parte de la restauración y las mejoras realizadas en el templo de Santa Lucía en ese preciso momento. [7] 